# نادي توركي يونايتد
نادي توركي يونايتد (بالإنجليزية: Torquay United Football Club )‏ هو فريق كرة قدم من مدينة توركاي في المملكة المتحدة، أُسس بتاريخ 1899، يلعب في دوري الدرجة الخامسة الإنجليزي، في بلينمور، يدرب النادي كيفن نيكلسون.

## وصلات خارجية
- صفحة بيانات نادي توركي يونايتد على موقع كووورة، تاريخ الوصول: 24 سبتمبر 2018.
- الموقع الرسمي